# Bergs IK
Bergs IK är en idrottsklubb i Bergs kommun, bildad 28 november 1948 genom en sammanslagning av Hoverbergs IK och Bergs IF.
Dess huvudsakliga verksamhet fotboll. Även friidrott, simning och skidsport har bedrivits, och det finns också en innebandysektion. Bergs IK:s hemmaplan i fotboll heter Galhammarudden, och byggdes 1934.
1935 startade klubben ett damlag i fotboll i en tid då organiserad fotbollsverksamhet var ovanlig på damsidan.
Herrlaget gick obesegrade igenom säsongen 1942/1943. 1976 samt 2006 spelade herrlaget i Division III, men åkte ur serien efter en säsong, båda åren. Den största spelare som fostrats i klubben är Sören Mannberg med flertalet säsonger i allsvenska Hammarby IF i slutet av 60-talet och början av 70-talet.